# Atollo Alphonse
L'atollo Alphonse è un atollo dell'Oceano Indiano che fa parte dell'arcipelago delle Seychelles. Si tratta di uno dei due atolli, insieme a Saint François, compresi nel gruppo delle Alphonse, a sua volta riconducibile al gruppo delle Isole Esterne.